# Nina Apollonowna Ponomarjowa
Nina Apollonowna Ponomarjowa (russisch Нина Аполлоновна Пономарёва, engl. Transkription Nina Ponomaryova, geborene Ромашкова – Romaschkowa – Romashkova; * 27. April 1929 in Smytschka, Region Swerdlowsk; † 19. August 2016 in Moskau) war eine sowjetische Diskuswerferin, die 1952 erste sowjetische Olympiasiegerin wurde.
1947 begann sie mit dem Diskuswurf, nachdem sie vorher schon in verschiedenen anderen Disziplinen, wie Hürdenlauf und Speerwurf getestet worden war. 1949 wurde sie Drittplatzierte bei den sowjetischen Meisterschaften. Von da an wurde sie von dem erfahrenen Trainer Dmitri Markow trainiert, und sie gewann die sowjetischen Meisterschaften von 1951 bis 1958, unterbrochen nur im Jahr 1957. Bei den Olympischen Spielen 1952 in Helsinki nahm erstmals eine Mannschaft der Sowjetunion teil. Am 20. Juli setzte sich Romaschkowa mit dem olympischen Rekord von 51,42 m gegen 20 Athletinnen aus 17 Ländern durch.
Nach den Spielen verbesserte Nina Romaschkowa am 9. August 1952 in Odessa den Weltrekord auf 53,61 m. Zwei Jahre später errang sie den Titel bei den Europameisterschaften in Bern mit 48,02 m, und 1956 gewann sie Bronze bei den Olympischen Spielen in Melbourne mit 52,02 m, untrainiert und mit einer nicht ausgeheilten Verletzung. In einem Interview sagte sie später, wenn damals schon auf Anabolika getestet worden wäre, wäre sie sicherlich disqualifiziert worden. Im Jahr darauf wurde sie mit dem Orden des Roten Banners der Arbeit ausgezeichnet. 1960 gewann sie bei den Spielen in Rom ihre zweite olympische Goldmedaille mit 55,10 m. Kurz danach beendete sie ihre Karriere und arbeitete einige Zeit als Trainerin.

## Hut-Affäre
Im August 1956 war Nina Ponomarjowa Anlass für eine diplomatische Affäre zwischen England und der Sowjetunion, nachdem sie in London in Haft genommen worden war. Sie war mit einer sowjetischen Mannschaft zu einem vorolympischen Vergleichswettkampf nach London gereist. Dort wurde sie beschuldigt, in einem Londoner Kaufhaus einige Hüte gestohlen zu haben. Der darauf folgenden gerichtlichen Vorladung hatte sie keine Folge geleistet, was zu ihrer Festnahme führte. In der Folge zog sich die sowjetische Mannschaft vor dem Beginn des Wettkampfes zurück, so dass dieser abgesagt werde musste.